# Stadspark

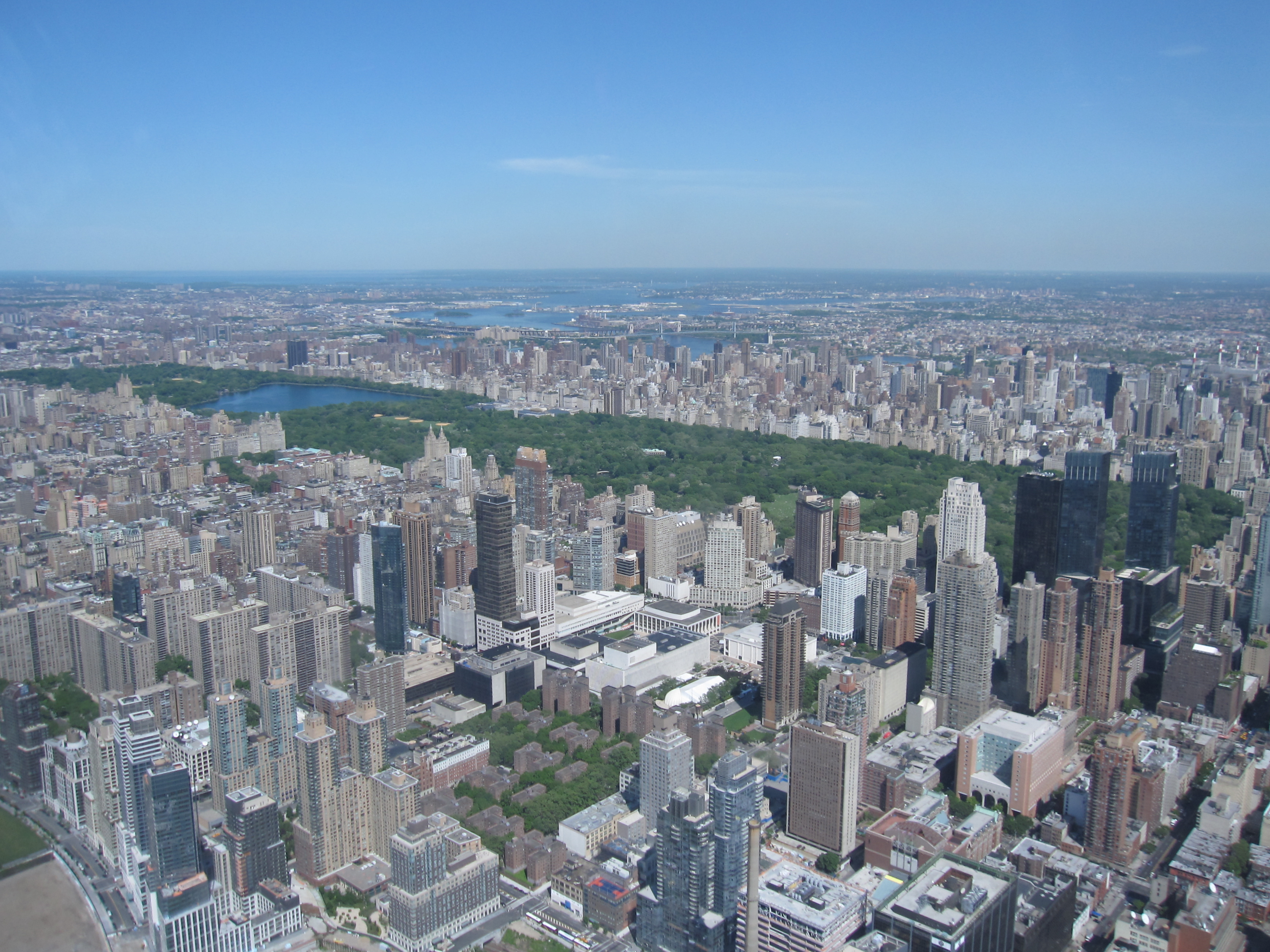
Central Park i New York.

En stadspark är ett grönområde eller park centralt belägen i en stad. En stadspark kan erbjuda rekreation och fritidsaktiviteter för stadens invånare och besökare.